# Hoffmannseggia trifoliata
Hoffmannseggia trifoliata är en ärtväxtart som beskrevs av Antonio José Cavanilles. Hoffmannseggia trifoliata ingår i släktet Hoffmannseggia och familjen ärtväxter.

## Underarter
Arten delas in i följande underarter:
- H. t. microphylla
- H. t. trifoliata